# Lachapelle-Saint-Pierre
Lachapelle-Saint-Pierre är en kommun i departementet Oise i regionen Hauts-de-France i norra Frankrike. Kommunen ligger i kantonen Noailles som tillhör arrondissementet Beauvais. År 2022 hade Lachapelle-Saint-Pierre 830 invånare.

## Befolkningsutveckling
Antalet invånare i kommunen Lachapelle-Saint-Pierre
| Referens: INSEE |